# Корфбол

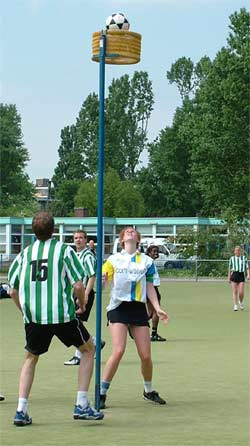

Корфбо́л (нидерл. Korfbal, англ. Korfball) — спортивная игра, схожая с нетболом и баскетболом, наиболее распространённая в Нидерландах и Бельгии. 

## История
Этот вид спорта изобрёл в 1902 году голландский школьный учитель Нико Брукхуисен. Корфбол был демонстрационным видом спорта на Олимпиадах 1920 и 1928 годов. Наиболее популярен в Нидерландах, где более 100000 человек играют в него и существует около 580 клубов. Сборная страны выиграла 8 чемпионатов мира из 9 и все 4 чемпионата Европы.
В России игра обрела популярность в городе Орле. Команды из этого города представляют Россию на европейских соревнованиях. О внутренних турнирах в России практически ничего неизвестно. В 2009 году, якобы, был разыгран первый Кубок России https://ogtrk.ru/novosti/16173.html. Также есть сведения о двух чемпионатах России 2012 и 2015 годов с участием команд Орла и соседних с ним Курска и Липецка https://ogtrk.ru/novosti/16173.html. В последние годы развитие корфбола в России по существу прекратилось. 
Единственное известное место, где играют в корфбол, ежегодный спортивно-туристкий праздник "Семиозерье", который проходит в первые выходные августа в Республике Карелия. В отличие от обычной игры, участники играют на болоте, все остальные правила схожи.

## Правила игры
Команды состоят из восьми человек: 4 мужчин (юношей) и 4 женщин (девушек). Команды делятся также на атаку и защиту (по два игрока мужского пола и женского). Длительность игры — 2 тайма по 30 мин. Цель игры — забрасывать мяч в корзину. Корзина располагается на шесте на высоте 3,5 м, имеет высоту 25 см и диаметр приблизительно 40 см (39-41). Размеры площадки для корфбола на открытом пространстве — 30×60 м, в закрытом помещении — 20×40 м.
В игре запрещается:
- атака из зоны защиты (так как атаковать нужно обязательно из зоны атаки);
- двойная защита и персональная защита против игрока другого пола (обязательно нужно защищаться персонально, причём против игрока того же пола);
- делать более двух шагов с мячом в руках, а также перемещаться, выполняя «ведение» мяча;
- выбивать и вырывать мяч из рук соперника;
- передавать мяч партнёру или партнёрше из рук в руки.

Нарушение правил при попытке сделать результативный бросок карается штрафным броском, который пробивается с 2,5 м. Результативный бросок в любом случае приводит к одному набранному очку. Результативным считается бросок, при котором мяч попал в корзину, и выполненный, когда расстояние между игроком атаки и игроком защиты больше длины вытянутой руки.
Перехват мяча выполняется при броске или передаче игроков атаки. После перехвата игроки защиты должны перевести мяч в зону атаки согласно правилам корфбола.
Время игры и остановки
Сигнал к началу игры или сигнал о её возобновлении судья даёт, когда игрок, вводящий мяч в игру, готов, и все требования правил выполняются. Время игры 1 час «чистого» времени (2 тайма по 30 мин).
Время игры останавливается:
- когда забит гол;
- когда совершено нарушение правил;
- в случае несправедливого преимущества;
- в случае спорной ситуации;
- в случае, если игрок травмирован;
- когда необходимо совершить действия по замене оборудования, игроков, площадки;
- в случае неспортивного поведения;
- в конце первой половины игры.

Игра должна быть завершена:
- когда истекло время игры;
- когда нельзя продолжать игру из-за невозможности заменить оборудование, игроков, из-за неспортивного поведения или внешнего вмешательства.

### Судьи и секретарский столик
За соблюдение правил игры, а также за протоколирование игры отвечают судьи и секретарский столик.
Секретарь матча: записывает в протокол фамилии и номера игроков стартового состав и запасных; ведет в хронологическом порядке изменение суммарного счета очков; отображает в протоколе игры кому из игроков (тренеров) команды было сделано предупреждение, показана жёлтая или красная карточка; фиксирует тайм-ауты, взятые тренерами команд во время матча; фиксирует и отображает в протоколе замены, сделанные по ходу матча.
Хронометрист (или Судья на времени) матча: ведёт отчёт и протоколирует игровое время матча, а также тайм-аутов и перерывов; останавливает время игры согласно правилам корфбола; информирует судью о том, что одной из команд требуется перерыв или замена; с помощью звукового сигнала оповещает игроков и судей об окончании игрового времени.
Судья на линии матча: с помощью флажка сигнализирует главному судье обо всех нарушениях правил; в ходе матча он является помощником главного судьи, который может, как обращать, так и не обращать внимания на линейного судью, если имеет свой взгляд на произошедшую ситуацию на площадке.
Главный судья матча: перед игрой проверяет спортивное сооружение на соответствие правилам корфбола; во время игры следит за полным выполнением правил; в случае нарушения правил судья имеет право наказать нарушителя согласно правилам; все свистки, останавливающие

## Рейтинг IKF
Согласно рейтингу IKF (Международной федерации корфбола), на август 2016 года 10 лучших национальных сборных команд расположены относительно друг друга следующим образом:
| М  | Сборная страны   | Баллы   |
| -- | ---------------- | ------- |
| 1  | Нидерланды       | 359,500 |
| 2  | Китайский Тайбэй | 339,000 |
| 3  | Англия           | 312,750 |
| 4  | Бельгия          | 293,000 |
| 5  | Китай            | 288,250 |
| 6  | Чехия            | 281,500 |
| 7  | Германия         | 278,500 |
| 8  | Каталония        | 246,000 |
| 9  | Португалия       | 245,250 |
| 10 | Гонконг          | 243,500 |

## Международная федерация корфбола
На начало 2015 г. международная федерация корфбола включает в себя представительство 63 стран. Страны, вступившие в международную федерацию корфбола:
- 1933 — Нидерланды, Бельгия
- 1946 — Великобритания
- 1964 — Германия
- 1971 — Суринам
- 1973 — Испания, Папуа — Новая Гвинея
- 1976 — Люксембург
- 1978 — Австралия, США
- 1980 — Индия
- 1982 — Франция, Аруба (Нид.)
- 1984 — Индонезия
- 1985 — Тайвань
- 1986 — Кюрасао (Нид.)
- 1987 — Португалия; Бонайре, Синт-Эстатиус и Саба (Нид.)
- 1988 — Польша, Дания, Гонконг (с 1997 — КНР), Новая Зеландия
- 1989 — Чехия, Сингапур
- 1990 — Япония, Армения
- 1991 — Венгрия
- 1992 — Канада, Финляндия
- 1993 — Южная Африка
- 1994 — Словакия
- 1995 — Кипр
- 1997 — Россия, Турция
- 2000 — Макао (КНР)
- 2001 — Босния и Герцеговина
- 2003 — Италия, Словения, Югославия, Швеция, Бразилия, Австрия
- 2005 — Болгария, Сербия, Черногория, Зимбабве
- 2006 — Китай, Грузия, Румыния
- 2007 — Ирландия